# Manvel (Texas)
Manvel es una ciudad ubicada en el condado de Brazoria en el estado estadounidense de Texas. En el Censo de 2010 tenía una población de 5.179 habitantes y una densidad poblacional de 84,96 personas por km².

## Geografía
Manvel se encuentra ubicada en las coordenadas 29°28′53″N 95°21′41″O / 29.48139, -95.36139. Según la Oficina del Censo de los Estados Unidos, Manvel tiene una superficie total de 60.96 km², de la cual 60.89 km² corresponden a tierra firme y (0.11%) 0.07 km² es agua.

## Demografía
Según el censo de 2010, había 5.179 personas residiendo en Manvel. La densidad de población era de 84,96 hab./km². De los 5.179 habitantes, Manvel estaba compuesto por el 66.52% blancos, el 17.01% eran afroamericanos, el 0.46% eran amerindios, el 5.19% eran asiáticos, el 0.12% eran isleños del Pacífico, el 8.44% eran de otras razas y el 2.26% pertenecían a dos o más razas. Del total de la población el 22.55% eran hispanos o latinos de cualquier raza.

## Gobierno
El Gobierno del Condado de Brazoria gestiona la Subestación de Manvel.
El Servicio Postal de los Estados Unidos gestiona la Oficina de Correos de Manvel.

## Educación

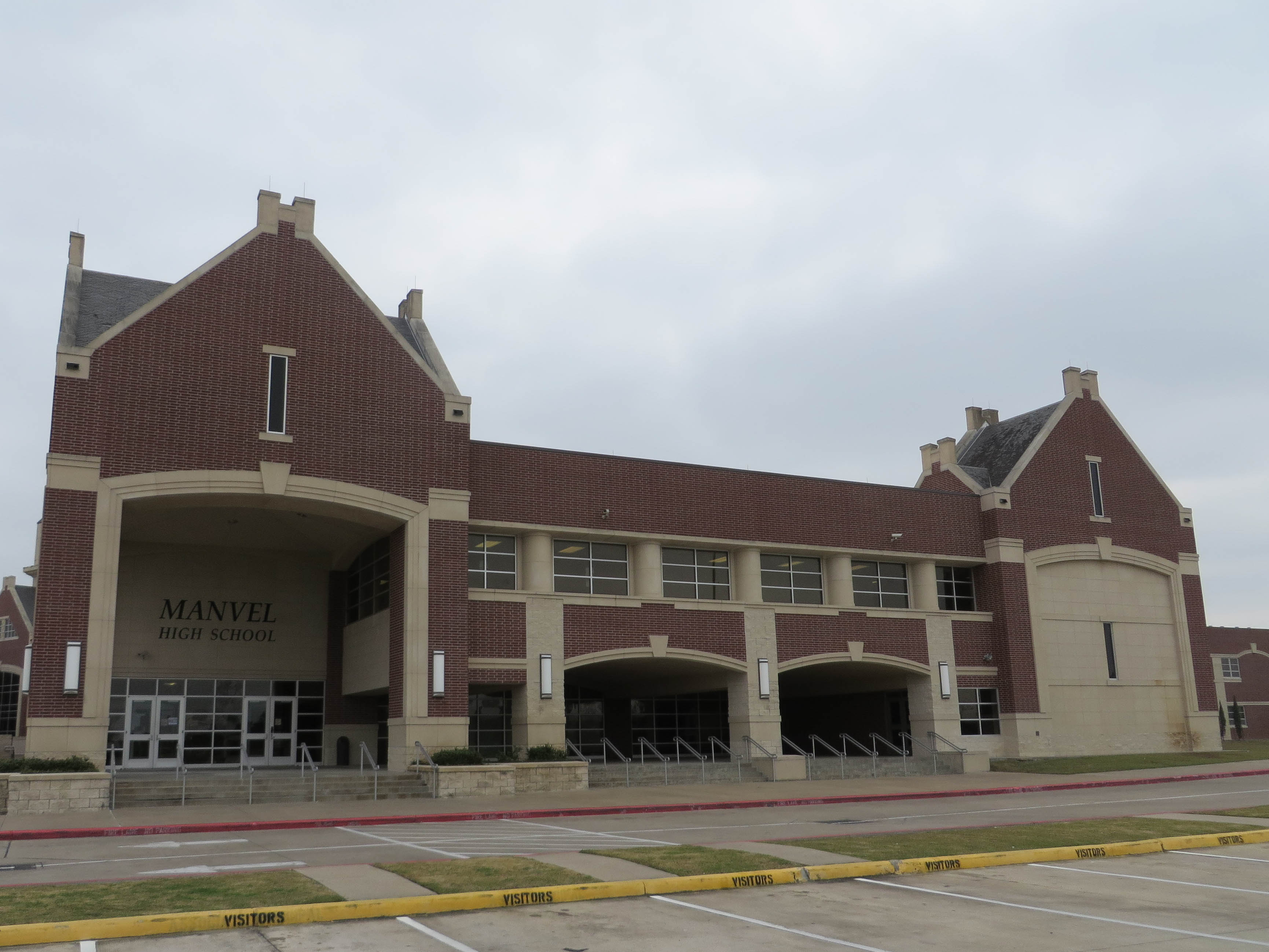
Escuela Secundaria de Manvel

El Distrito Escolar Independiente de Alvin gestiona escuelas públicas. La Escuela Secundaria de Manvel (Manvel High School) sirve Manvel.
El Brazoria County Library System (Sistema de las Bibliotecas del Condado de Brazoria, EN) sirve Manvel.